# 鴨脷洲水月宮
22°17′06″N 114°08′51″E / 22.2850204°N 114.1475467°E

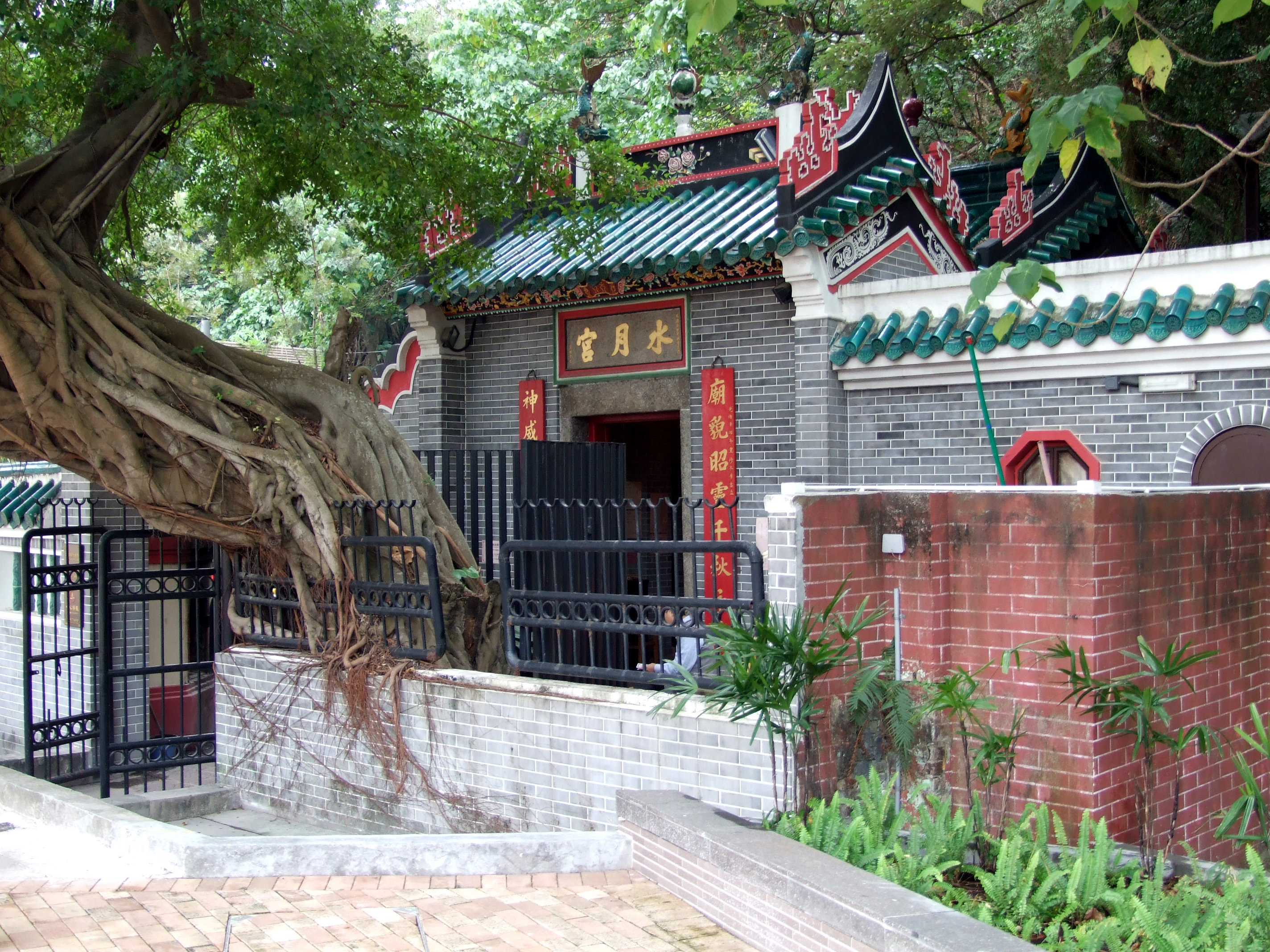
鴨脷洲水月宮

鴨脷洲水月宮是香港一座觀音廟，位於鴨脷洲鴨脷洲大街181號，現由華人廟宇委員會負責管理，並已被列為香港三級歷史建築。

## 歷史
鴨脷洲水月宮於清朝同治五年（1866年）由漁民和當地居民所建。廟內懸掛的牌匾則於光緒十七年（1891年）所題。自1930年起，該廟交由華人廟宇委員會管理，但鴨脷洲街坊福利會仍一直贊助部份節慶活動。該廟分別曾在1914年和1995年作大型重修。

## 建築
鴨脷洲水月宮為兩進一間式設計，入口類型屬正牆凹入式，屋頂採硬山式，正脊為花脊，脊上有灰塑、鰲魚及寶珠裝飾。背靠山坡，面向香港仔附近水域，相傳為風水寶地。

## 供奉神祇
水月宮主要供奉主神觀音，其他供奉神祇亦有阿彌陀佛、地藏菩薩、關帝、齊天大聖、天后、濟公、黃大仙、華陀及彌勒佛等。每年農曆二月十九日、六月十九日、九月十九日和十一月十九日舉行四次觀音誕，特別是農曆六月十九日的觀音誕，信眾多有前來洪聖古廟外舉行科儀，以及到水月宮內參拜，成為區內重要的節慶神誕及習俗。
1. ↑  彭淑敏. . 香港文匯報. 2024-02-05  [2024-02-06]. （原始内容存档于2024-02-06）.
2. 1 2  . 華人廟宇委員會.   [2024-02-06]. （原始内容存档于2024-02-06）.